# Hofstetten-Flüh
Hofstetten-Flüh je obec ve švýcarském kantonu Solothurn. Žije zde přibližně 3 200 obyvatel.

## Geografie
Obec Hofstetten-Flüh se skládá ze dvou vesnic (místních částí): Hofstetten v nadmořské výšce 462 m n. m. a Flüh v nadmořské výšce 379 m n. m. v exklávě Solothurn v zadním údolí Leimental. Ve vesnici Flüh začíná silnice do průsmyku Chall a dále do Röschenzu, který je již v kantonu Basilej-venkov.
V roce 2014 tvořila 15 % rozlohy obce zastavěná plocha, 45 % lesy a lesní pozemky, 39 % zemědělství a o něco méně než 1 % neproduktivní půda.
Co do počtu obyvatel jde o největší obec v solothurnské části oblasti Leimental. Sousedními obcemi jsou Metzerlen-Mariastein, Bättwil a Witterswil v kantonu Solothurn, Ettingen a Blauen v kantonu Basilej-venkov a Leymen ve Francii.

## Historie

Hofstetten, letecký pohled (1950)

Osídlení v oblasti dnešní obce sahá daleko do minulosti. Prvním doloženým obyvatelem této oblasti byl mamut, který přišel o jeden z klů kolem roku 12 000 př. n. l., tedy na konci poslední doby ledové.
Kolem roku 400 př. n. l. se zde usadili Keltové. Patřili ke kmeni Rauriků a byly nalezeny pozůstatky jejich zařízení na tavení železa, tzv. závodní pece. Zdá se, že se zde zalíbilo i Římanům, kteří zde v 1. století postavili panské sídlo. Při stavebních pracích byly nalezeny pozůstatky tohoto sídla, řídké zbytky malé budovy, základy domů řemeslníků a část ohradní zdi. Galo-římské obyvatelstvo po sobě zanechalo pohřebiště s několika hroby ze 7. století v Talmatten ve Flüh. Ty obsahovaly krásné hrobové předměty, včetně opaskové spony, prstýnků a skleněných korálků.

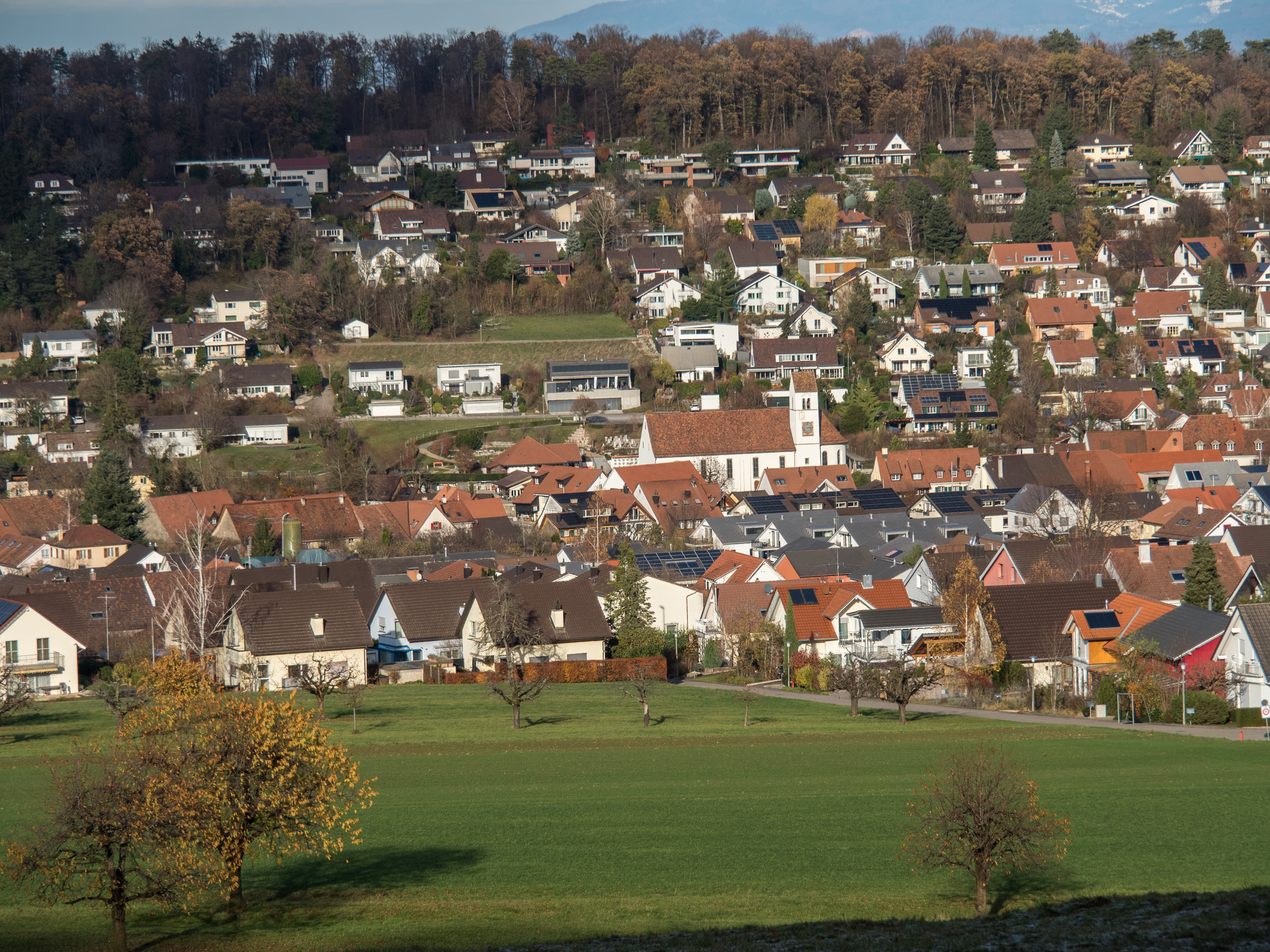
Hofstetten

Ve středověku byl Hofstetten-Flüh spolu s dalšími šesti vesnicemi na řece Blauen svobodným císařským lénem a podléhal tak přímo císaři. Od 13. století až do konce 14. století sídlili páni z Hofstettenu na hradě Sternenberg mezi oběma vesnicemi. Jejich erb se stal znakem obce. Hrad Sternenberg byl kolem roku 1450 zničen požárem a od té doby je v troskách.
Od roku 1408 podléhaly vesnice pánům z Rotbergu, kteří měli nedaleko západní hranice obce na Blauenhangu rodový hrad. V roce 1515 prodali Rotbergové své panství městu Solothurn. To vysvětluje, proč dnes zadní část údolí Leimental patří ke kantonu Solothurn. Postupem času hrad Rotberg zchátral a stejně jako mnoho jiných zřícenin sloužil jako vítaná zásobárna stavebního kamene. V roce 1934 byl Rotberg přestavěn a nyní slouží jako ubytovna pro mládež.
Nadvláda Solothurnu přinesla klidné období. Nyní byli poddanými obyvatelé Solothurnu, pro který spravoval Leimental fojt na hradě Dorneck v Dornachu. Množství daní, sociální rozdíly mezi plnoprávnými sedláky a ostatními obyvateli, stejně jako důsledná kontrola ze strany vládců však život neusnadňovaly. Výsledkem bylo, že mnozí místní odešli do ciziny a do zahraniční vojenské služby, protože se ve své vesnici nedokázali uživit.
V 19. století byl Hofstetten stále chudou zemědělskou obcí a Flüh tvořily především řemeslné podniky a hostince, které byly na poutní cestě do Mariasteinu hojně navštěvovány. S rozvojem basilejského průmyslu na konci století byla poptávka po pracovní síle z okolních vesnic. Z tohoto důvodu byla v roce 1888 vybudována železniční trať do Basileje, kterou provozuje společnost Baselland Transport (BLT) a která vede až do Rodersdorfu, což umožnilo lidem z Hofstetteru a Flühneru najít práci v Basileji. Železnice také přivedla výletníky na venkov.

## Obyvatelstvo
| Vývoj počtu obyvatel | Vývoj počtu obyvatel | Vývoj počtu obyvatel | Vývoj počtu obyvatel | Vývoj počtu obyvatel | Vývoj počtu obyvatel | Vývoj počtu obyvatel | Vývoj počtu obyvatel | Vývoj počtu obyvatel | Vývoj počtu obyvatel | Vývoj počtu obyvatel | Vývoj počtu obyvatel | Vývoj počtu obyvatel | Vývoj počtu obyvatel | Vývoj počtu obyvatel | Vývoj počtu obyvatel | Vývoj počtu obyvatel | Vývoj počtu obyvatel | Vývoj počtu obyvatel | Vývoj počtu obyvatel |
| -------------------- | -------------------- | -------------------- | -------------------- | -------------------- | -------------------- | -------------------- | -------------------- | -------------------- | -------------------- | -------------------- | -------------------- | -------------------- | -------------------- | -------------------- | -------------------- | -------------------- | -------------------- | -------------------- | -------------------- |
| Rok                  | 1739                 | 1804                 | 1850                 | 1860                 | 1870                 | 1880                 | 1888                 | 1900                 | 1910                 | 1920                 | 1930                 | 1941                 | 1950                 | 1960                 | 1970                 | 1980                 | 1990                 | 2000                 | 2010                 |
| Počet obyvatel       | 495                  | 503                  | 858                  | 883                  | 925                  | 940                  | 809                  | 899                  | 964                  | 961                  | 978                  | 985                  | 1103                 | 1153                 | 1363                 | 1682                 | 2374                 | 2717                 | 3035                 |

Podle sčítání lidu z roku 2000 se 41 % obyvatel hlásilo k římskokatolické církvi a 28 %, ke švýcarské reformované církvi. Podíl cizinců činil 11 %.

## Hospodářství

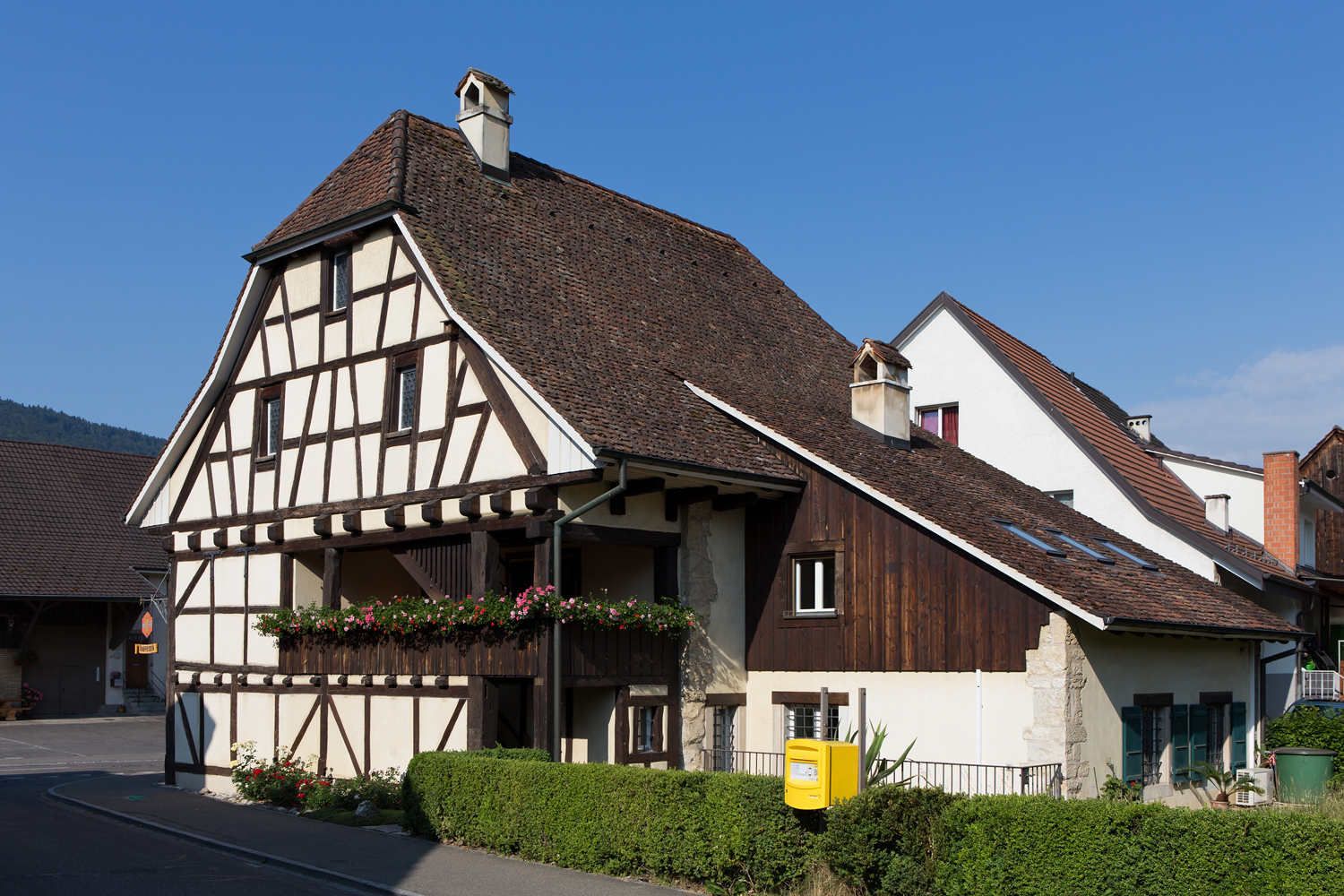
Tradiční architektura v obci

Obec se nachází ve hospodářském regionu severozápadního Švýcarska a těží z blízkosti města Basileje. Nabízí velké množství pracovních míst v mnoha malých a středních podnicích (MSP) a je také silná v sektoru služeb.

## Doprava
Flüh je dostupný autobusovou linkou 69 do Mariasteinu a Metzerlenu a stanicí Flüh na tramvajové lince 10 BLT do Basileje, jezdící po trati Basilej–Rodersdorf. Do Hofstettenu, který se nachází ve vyvýšené poloze, se lze dostat přímo autobusovou linkou 68 z Flüh nebo Ettingenu.